# Juruan Daya
Juruan Daya is een bestuurslaag in het regentschap Sumenep van de provincie Oost-Java, Indonesië. Juruan Daya telt 3639 inwoners (volkstelling 2010).